# Sereď
Sereď (Sered avant 1954 ; hongrois : Szered) est une ville de la région de Trnava au Sud-Ouest de la Slovaquie, sur les rives du Váh, située à environ 55 km à l'est de Bratislava. Sa population est de 17 200 habitants.

## Histoire
La plus ancienne mention de Sereď remonte à 1313 (Zereth).
Durant la Seconde Guerre mondiale, un camp de concentration a été établi à Sereď. En 1944 et 1945, sous le commandement d’Alois Brunner, 13 500 juifs ont été déportés de Sereď vers les camps de la mort d’Auschwitz et Theresienstadt. L'Armée rouge a libéré le camp le 1er avril 1945.

## Démographie

### Évolution de la population
| Année:               | 1994.  | 2004.   | 2014.   | 2024.   |
| -------------------- | ------ | ------- | ------- | ------- |
| Nombre de personnes: | 17 567 | 17 286  | 15 993  | 15 059  |
| Différence:          |        | -1,59 % | -7,48 % | -5,84 % |

| Année:               | 2023.  | 2024.   |
| -------------------- | ------ | ------- |
| Nombre de personnes: | 15 166 | 15 059  |
| Différence:          |        | -0,70 % |